# Juanjo Puigcorbé
Joan-Josep Puigcorbé i Benaigues (Barcellona, 22 luglio 1955) è un attore spagnolo.

## Biografia
Ha cominciato la carriera da attore in piccoli gruppi di teatro indipendente, attorno al 1976. Iniziò a farsi notare con interpretazioni in catalano in teatri e cinema negli anni ottanta. Negli ultimi anni ha accumulato una lunga filmografia, caratterizzata da interpretazioni comiche, sia in catalano come in spagnolo.
Nel 1993 ha recitato nel ruolo di protagonista nel film The Window Over the Way, che gli valse in "Premi de Cinematografia de la Generalitat de Catalunya" come miglior attore. Il film venne anche presentato al Festival internazionale del cinema di Berlino.
È sposato con l'attrice Lola Marceli.

## Filmografia

### Cinema
- L'orgia, regia di Francesc Bellmunt (1978)
- Companys, proceso a Catalunya (1978)
- La quinta del porro (1980)
- La batalla del porro (1981)
- Últimas tardes con Teresa (1984)
- La vaquilla, regia di Luis García Berlanga (1985)
- Yo, El Vaquilla (1985)
- Mi general (1986)
- Barrios altos (1987)
- La diputada (1988)
- Un paraguas para tres (1991)
- Salsa rosa (1991)
- Ho sap, el ministre? (1991)
- Come essere donna senza lasciarci la pelle (Cómo ser mujer y no morir en el intento) (1991)
- La reina anónima (1992)
- Rosa rosae (1993)
- Il suo fratello dell'animo (Mi hermano del alma), regia di Mariano Barroso (1993)
- Los de enfrente (The Window Over the Way), (1993)
- El somni de Maureen (1993)
- Todos los hombres sois iguales (1994)
- Una chica entre un millón (1994)
- Justino, un asesino de la tercera edad (1994)
- Gran Slalom (1995)
- Mirada líquida (1996)
- El dedo en la llaga (1996)
- L'amore nuoce gravemente alla salute (El amor perjudica seriamente la salud), regia di Manuel Gómez Pereira (1996)
- Amores que matan (1996)
- Suerte (1997)
- No se puede tener todo (1997)
- Corazón loco (1997)
- Al limite, regia di Eduardo Campoy (1997)
- Airbag - Tre uomini e un casino (Airbag), regia di Juanma Bajo Ulloa (1997)
- Lo sguardo dell'altro (La mirada del otro), regia di Vicente Aranda (1998)
- Novios (1998)
- Amnèsia, regia di Gabriele Salvatores (2002)
- Bala perdida (2002)
- Trileros (2003)
- Besos de gato (2003)
- Inconscientes (2004)
- La conjura de El Escorial, regia di Antonio del Real (2008)
- Rivales (2008)
- El discípulo (2010)
- Ni pies ni cabeza (2011)
- La chispa de la vida (2011)

### Televisione
- A tortas con la vida, serie TV (2005)
- Cuentame como pasó, serie TV (2006)
- El caso Wanninkhof, serie TV (2008)
- Felipe y Letizia, telefilm (2010)
- Sofía, telefilm (2010)
- Parejología 3x2, serie TV (2011)
- Amare per sempre (Amar en tiempos revueltos) (2011)
- Cuñados, serie TV (2012)
  - Machos alfa – serie TV, 10 episodi (2022)

## Premi
- 1992 - Miglior attore in Salsa rosa al Festival del cinema di Peñíscola.
- 1993 - Miglior attore in Los de enfrente al Festival del cinema di Peñíscola.
- 1994 - Aggiudicazione della Generalitat de Catalunya per Los de enfrente.
- 1995 - Aggiudicazione Sant Jordi per Mi hermano del alma.